# Konoe Motohiro
Konoe Motohiro (近衛 基熈?   1648 – 1722) fue un kuge (cortesano) que gobernó como regente durante la era Edo. Fue hijo del también regente Konoe Hisatsugu.

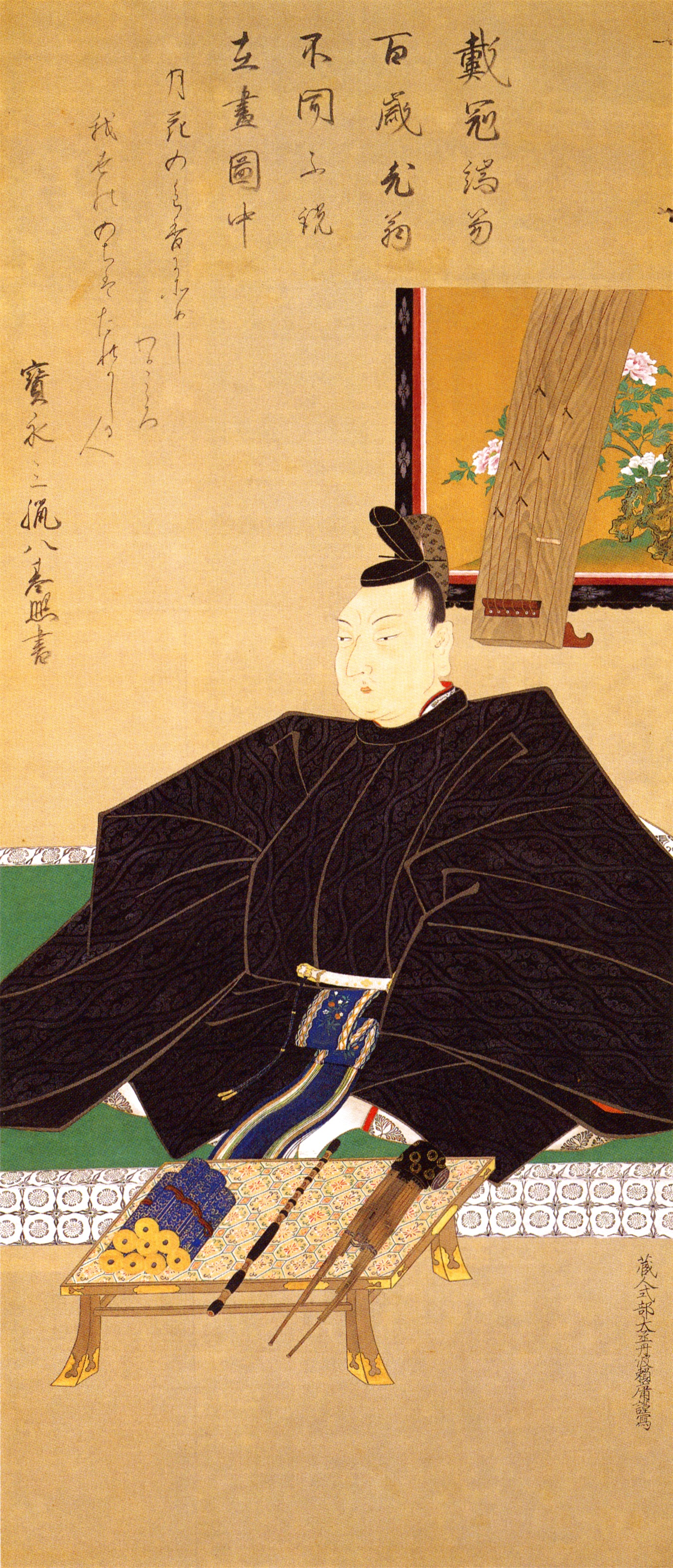
Retrato de Konoe Motohiro (1706).

Ocupó la posición de kanpaku del Emperador Higashiyama entre 1690 y 1703.
Una hija del Emperador Go-Mizunoo fue su consorte. Con ella tuvo una hija, posteriormente consorte de Tokugawa Ienobu, y un hijo, Konoe Iehiro.